# Tilitschiki
Tilitschiki (russisch Тили́чики) ist ein Dorf in der Region Kamtschatka (Russland) mit 1744 Einwohnern (Stand 14. Oktober 2010).

## Geographie
Das Dorf liegt im Nordosten der Halbinsel Kamtschatka, am Ufer der Lagune Skrytaja Gawan („Versteckter Hafen“), die durch eine schmale Nehrung von Nordteil der Korf-Bucht des Beringmeers getrennt ist. Tilitschiki befindet sich knapp 1000 Kilometer (Luftlinie) nordöstlich der Regionshauptstadt Petropawlowsk-Kamtschatski. Etwa sechs Kilometer südlich liegt auf der Nehrung das Dorf (ehemals Siedlung städtischen Typs und größer als Tilitschiki) Korf mit 1378 Einwohnern (2006).
Der Ort ist Verwaltungszentrum des Rajons Oljutorski, benannt nach der indigenen Bevölkerung des Gebietes, den Korjaken, die früher auch „Oljutorzen“ (russisch oljutorzy) genannt wurden.

## Geschichte
Das seit 1898 bekannte Dorf wurde 1930 zum Verwaltungszentrum eines Rajons des neu gegründeten Autonomen Kreises der Korjaken.
Im April 2006 wurde das Dorf durch eine Serie von Erdbeben erheblich zerstört. Das erste Beben ereignete sich am 21. April (später Abend des 20. April nach UTC) und besaß eine Magnitude von 7,6. Das Hypozentrum lag knapp 90 Kilometer nordöstlich des Ortes in einer Tiefe von 22 Kilometern unter praktisch unbewohntem Gebiet. Es folgten mehrere Nachbeben und am 29. April ein weiterer Erdstoß mit einer Magnitude von 6,6. Bei diesen stärksten Erdbeben in der Region seit mehr als 100 Jahren gab es zwar keine Todesopfer, aber drei kleinere Dörfer des Rajons (Apuka, Chailino, Wywenka) wurden völlig zerstört.
Da Tilitschiki bedeutendster Ort des mehr als 1000 Kilometer langen Küstenabschnittes zwischen Anadyr im Norden und Ust-Kamtschatsk im Süden ist, wurde beschlossen, den Ort wieder aufzubauen. Bis in das Jahr 2007 entstand daher an etwas höher über dem Meer gelegener Stelle die neue Siedlung Werchnije Tilitschiki („Obere Tilitschiki“, inoffizielle Bezeichnung).
Bis 30. Juni 2007 war der Rajon Teil des Autonomen Kreises der Korjaken; seither gehört er nach der Vereinigung des Autonomen Kreises mit der Oblast Kamtschatka zur neuen gleichnamigen Region. Tilitschiki blieb Rajonverwaltungszentrum.

### Bevölkerungsentwicklung
| Jahr | Einwohner |
| ---- | --------- |
| 1939 | 811       |
| 1959 | 821       |
| 1970 | 1938      |
| 1979 | 2587      |
| 1989 | 2769      |
| 2002 | 2106      |
| 2010 | 1744      |

Anmerkung: Volkszählungsdaten

## Kultur und Sehenswürdigkeiten
In Tilitschiki befindet sich die Verwaltung des 1995 gegründeten, über 300.000 Hektar großen Naturreservates Korjakischer Sapowednik.

## Wirtschaft und Infrastruktur
Wirtschaftszweige sind Fischfang und Pelztierjagd; im Rajon werden Kartoffeln und Gemüse, teils in Gewächshäusern, angebaut und Rentierzucht betrieben.
Einige Kilometer südlich von Tilitschiki befindet sich auf der Nehrung nahe Korf ein kleiner Flughafen (ICAO-Code UHPT), von dem Flugverbindung in die Regionshauptstadt besteht. Er wurde nach dem Erdbeben von 2006 im Jahre 2008 wiedereröffnet. Korf besitzt auch einen kleinen Hafen, der auch im Winter eisfrei ist. Zwischen Tilitschiki und der Nehrung besteht Fährverbindung. In Tilitschiki selbst gibt es einen Hubschrauberlandeplatz.